# Isichija
Isichija (bułg. Исихия, z gr. hēsychía – wyciszenie, czasem jest stosowana angielska transkrypcja Isihia) – bułgarski zespół muzyczny, założony w 2000 roku, grający mieszankę folku i cerkiewnej muzyki sakralnej. 

## Inspiracje i pochodzenie nazwy
Muzyka zespołu stanowi swoistą retrospektywę bułgarskiej historii i tradycji duchowej. W swojej twórczości łączy elementy muzyki ludów zamieszkujących na przestrzeni wieków tereny dzisiejszej Bułgarii (m.in. Traków, Słowian czy Turków) oraz przede wszystkim chorału bizantyjskiego. Teksty często wykonywane są w języku Język staro-cerkiewno-słowiańskim. Wiele utworów opowiada o wydarzeniach z burzliwej historii bułgarskiej, głównie okresu osmańskiej inwazji na Bałkany i prób jej odparcia, jak również innych trudnych chwil np. tragicznej bitwie pod Klidion.
O charakterze jego twórczej misji najlepiej chyba świadczy nazwa, którą dał późnobizantyjski ruch religijny - hezychazm, głoszący, iż wszystko śmiertelne jest przeklęte, a ostateczny cel – zbawienie duszy, można osiągnąć jedynie dzięki wierze prawosławnej. Słowo to oznaczało harmonię i mistyczną łączność z Bogiem. 

## Członkowie
- Ewgeni Nikołow (śpiew, typan)
- Weselin Mitew (śpiew, kawał, dudy, róg)
- Włado Cziflidżanow (śpiew, kawał, dudy, surma)
- Tatiana Josifowa (śpiew, klawisze)
- Petyr Dełczew (tambura, wiolonczelo-tambura)
- Panajot Angełow (perkusja, typan)
- Moni Monczew (bębny)

## Albumy
Isichija nagrała dotąd dwa albumy, Isichija (z 2001) oraz Orisija (z 2002), która została użyta, jako muzyka do przedstawienia tanecznego Neszki Robewej, o tym samym tytule. Wybór muzyki zespołu posłużył również jako podkład muzyczny filmu, wyprodukowanego przez bułgarską telewizję publiczną, pt. Isichija. Album Isichija był wydany ponownie przez austriacką Polyglobe Music z angielskimi tytułami i dodatkową pieśnią.

### Lista utworów na płycieIsichija
1. "Preobrażenie (Przemienienie Pańskie)"
2. "Gospodi Wozwach"
3. "Carjat Frużin"
4. "Czernomen"
5. "1393"
6. "Wetre"
7. "Sarujar"

### Lista utworów na płycieOrisija
1. "Kljucz"
2. "Rodopa"
3. "Ugar"
4. "Kosti"
5. "Turski Tanc"
6. "Proklatieto"
7. "Czakryk"
8. "Wywedenije"
9. "Aramii"
10. "Gospodi Wozwach"
11. "Wetre"